# Quentin Bauchart
Alexandre Quentin Bauchart (né le 1er février 1809 et mort le 5 novembre 1887) est un magistrat et un homme politique français, conseiller général du département de l'Aisne, député (1848-1851), membre du Conseil d'État (1852-1867) puis sénateur du 22 janvier 1867 au 4 septembre 1870.

## Biographie
Né à Villers-le-Sec (Aisne), le 1er février 1809, fils de Quentin Bauchart (1778-1852) et de Victoire née Berleux (1781-1834), Alexandre Bauchart commence sa carrière publique comme magistrat à Laon et sa carrière politique comme conseiller général de l'Aisne.
Républicain sous la Monarchie de Juillet, il se présente aux élections législatives de 1846 mais est battu avant, deux ans plus tard, d'être élu représentant du peuple à l'Assemblée constituante (23 avril 1848) par le département de l'Aisne.
Siégeant d'abord avec la gauche, il vote notamment pour le bannissement de la famille d'Orléans puis se prononce constamment avec la droite, notamment pour la loi sur les attroupements, contre la suppression de l'impôt du sel ou encore contre l'amnistie générale. Il vote néanmoins le blâme contre Léon Faucher et rédige le rapport de la Commission d'enquête sur les journées de juin 1848.
Alexandre Quentin Bauchart est réélu à l'Assemblée législative (élections du 13 mai 1849). Partisan de la politique menée par le Prince-président Louis Napoléon Bonaparte, il est nommé conseiller d'État le 25 janvier 1852. Louis Napoléon le charge alors, avec les généraux Canrobert et Espinasse, de réviser les procès des accusés de décembre 1851,. Dans toute la France, 26 884 personnes ont été arrêtées à la suite du coup d’État du 2 décembre 1851. Environ 21 000 d'entre elles ont été condamnées par les commissions mixtes, certaines d'entre elles à la transportation en Algérie ou au bagne de Cayenne. Si Espinasse et Canrobert, chargés du Sud-Ouest et du Languedoc, font preuve de peu d'indulgence envers les condamnés avec un petit millier de grâces accordées, Quentin Bauchart, chargé du Sud-Est, accorde à lui seul 3 400 grâces alors que Louis-Napoléon Bonaparte use aussi de son côté largement de son droit de grâce.
Président de la section du contentieux au Conseil d'État à partir de 1861, Quentin Bauchart quitte cette fonction pour devenir sénateur (27 mars 1867) où il siège avec la majorité bonapartiste.
Il se retire de la vie publique après la chute de l'Empire le 4 septembre 1870.

## Distinction
- Commandeur de la Légion d'honneur (14 août 1866)

## Famille
Alexandre Quentin Bauchart est le père d'Ernest Quentin-Bauchart (1830-1909), écrivain et bibliophile. Le fils de ce dernier, Maurice Quentin Bauchart (1857-1910), devint avocat, conseiller municipal de Paris et un romancier, connu sous le pseudonyme de Jean Berleux.
La rue Quentin-Bauchart à Paris a été dénommée en 1919 en hommage à Pierre Quentin-Bauchart (1881-1916), historien et conseiller municipal de Paris, tué au champ d'honneur durant la Première Guerre mondiale. Pierre Quentin-Bauchart était le fils de Maurice Quentin Bauchart et, par conséquent, l'arrière petit-fils d'Alexandre Quentin Bauchart.